# 忒尔西翁
墨伽拉的忒尔西翁（希腊语：Τερψίων  前5世纪-前4世纪），是苏格拉底的弟子之一，据柏拉图所述，苏格拉底去世的时候他在场。他在柏拉图的泰阿泰德篇对话录中作为墨伽拉的歐幾里得的朋友出现。